# Lobopola plicata
Lobopola plicata är en fjärilsart som beskrevs av Dyar 1916. Lobopola plicata ingår i släktet Lobopola och familjen mätare. Inga underarter finns listade i Catalogue of Life.